# Lashinda Demus
Lashinda Monique Demus, ameriška atletinja, * 10. marec 1983, Inglewood, Kalifornija, ZDA.
Nastopila je na poletnih olimpijskih igrah v letih 2004 in 2012, ko je osvojila srebrno medaljo v teku na 400 m z ovirami. Na svetovnih prvenstvih je v isti disciplini osvojila naslov prvakinje leta 2011 ter dve srebrni in bronasto medaljo, v štafeti 4x400 m pa naslov prvakinje leta 2009.